# سلطان بن سالم القاسمي
سلطان بن سالم بن سلطان بن صقر بن رحمة بن مطر القاسمي ( 1891 - 29 أبريل 1988)، كان حاكم إمارة رأس الخيمة من عام 1921 إلى 1948. حكم الإمارة لمدة 29 سنة، بعدها تنازل عن الحكم لابن أخيه الشيخ صقر بن محمد القاسمي.

## حياته
ترعرع في كنف والده الشيخ سالم بن سلطان القاسمي حاكم إمارة رأس الخيمة، وحرص والده الشيخ سالم على تعليمه القراءة والكتابة على يد الكتاتيب في بداية حياته كبقية أخوته الذين درج والدهم على تعليمهم القراءة والكتابة.
ومن ثم تعلم على يد المشايخ والقضاة العلوم الشرعية كالفقه والحديث وقراءة القرآن، وفي عام 1919م تسلم حكم إمارة رأس الخيمة من أخيه الشيخ محمد بن سالم[بحاجة لمصدر] الذي تنازل له عن الحكم بعد أن حكم بين عامي (1917-1919م)[بحاجة لمصدر] .

## أبنائه
- فاهم بن سلطان بن سالم القاسمي (أمين عام مجلس التعاون لدول الخليج العربية في الفترة من 1993م حتى 1996م).
- فيصل بن سلطان بن سالم القاسمي - (رئيس أركان القوات المسلحة السابق).
- ناصر بن سلطان بن سالم القاسمي
- صقر بن سلطان بن سالم القاسمي
- عمر بن سلطان بن سالم القاسمي
- أحمد بن سلطان بن سالم القاسمي
- حميد بن سلطان بن سالم القاسمي
- خالد بن سلطان بن سالم القاسمي
- علياء بنت سلطان بن سالم القاسمي
- مريم بنت سلطان بن سالم القاسمي
- موزه بنت سلطان بن سالم القاسمي
- نوره بنت سلطان بن سالم القاسمي
- غاية بنت سلطان بن سالم القاسمي
- عائشة بنت سلطان بن سالم القاسمي
- سالم بن سلطان بن سالم القاسمي